# 圣弗朗西斯科-杜格洛里亚
圣弗朗西斯科-杜格洛里亚是巴西米纳斯吉拉斯州的一个市镇。总面积164.023平方公里，总人口5539人，人口密度33.8人/平方公里。